# باولو دوناتي
باولو دوناتي (بالإيطالية: Paolo Donati)‏ هو منافس ألعاب قوى إيطالي، ولد في 22 يناير 1962.

## وصلات خارجية
- باولو دوناتي على موقع الاتحاد الدولي لألعاب القوى (الإنجليزية)
- باولو دوناتي على موقع رابطة إحصائيات سباق الطريق (الإنجليزية)